# Sames
Sames é uma comuna francesa na região administrativa da Nova Aquitânia, no departamento dos Pirenéus Atlânticos. Estende-se por uma área de 13,03 km². Em 2010 a comuna tinha 709 habitantes (densidade: 54,4 hab./km²).